# Alípio Duarte Brandão
Alípio Duarte Brandão (Brasília, 7 juni 1992) is een Braziliaans voetballer die uitkomt voor Apollon Smyrnis.

## Carrière
Alípio verruilde in november van 2008 zijn club Rio Ave voor Real Madrid. Met de overgang was een bedrag van 1,4 miljoen euro gemoeid. Op 15 februari 2009 maakte hij op 16-jarige leeftijd zijn debuut voor Real Madrid Castilla. Toen hij achttien jaar oud was, tekende Alípio een contract bij Benfica. Daarna deed hij meerdere clubs aan; in het seizoen 2014/15 speelde hij in Griekenland voor Apollon Smyrnis.